# Trofeo Teresa Herrera
Trofeo Teresa Herrera – piłkarski turniej towarzyski rozgrywany regularnie od 1946 w hiszpańskiej miejscowości La Coruña. Mecze rozgrywane są na Estadio Municipal de Riazor w drugiej połowie sierpnia, a udział w turnieju ma zapewniony jego gospodarz, Deportivo La Coruña. Od 2013 roku o zwycięstwo w Trofeo Teresa Herrera rywalizują również drużyny kobiece.
Trofeum zostało nazwane na cześć Teresy Herrery (1712-1791), filantropki urodzonej w A Coruñi, która poświęciła swoje życie biednym, przeznaczając swój dom na schronienie dla chorych i biednych kobiet w mieście. W 1791 założyła poświęcony matkom i osieroconym Hospital de la Caridad.

## Zwycięzcy
| Rok  | Zwycięzca                 |
| ---- | ------------------------- |
| 1946 | Sevilla FC                |
| 1947 | Athletic Bilbao           |
| 1948 | FC Barcelona              |
| 1949 | Real Madryt               |
| 1950 | Lazio                     |
| 1951 | Barcelona                 |
| 1952 | Valencia CF               |
| 1953 | Real Madryt               |
| 1954 | Sevilla FC                |
| 1955 | Deportivo La Coruña       |
| 1956 | Atlético Madryt           |
| 1957 | Vasco da Gama             |
| 1958 | Club Nacional de Football |
| 1959 | Santos                    |
| 1960 | Sevilla                   |
| 1961 | Sporting CP               |
| 1962 | Deportivo La Coruña       |
| 1963 | AS Monaco                 |
| 1964 | Deportivo La Coruña       |
| 1965 | Atlético Madryt           |
| 1966 | Real Madryt               |
| 1967 | Racing Club Ferrol        |
| 1968 | Vitória Setúbal           |
| 1969 | Deportivo La Coruña       |
| 1970 | Ferencváros               |
| 1971 | Red Star Belgrad          |
| 1972 | Barcelona                 |
| 1973 | Atlético Madryt           |
| 1974 | Peñarol                   |
| 1975 | Peñarol                   |
| 1976 | Real Madryt               |
| 1977 | Fluminense                |
| 1978 | Real Madryt               |
| 1979 | Real Madryt               |
| 1980 | Real Madryt               |
| 1981 | Dynamo Kijów              |
| 1982 | Dynamo Kijów              |
| 1983 | Athletic Bilbao           |
| 1984 | AS Roma                   |
| 1985 | Atlético Madryt           |
| 1986 | Atlético Madryt           |
| 1987 | Benfica                   |
| 1988 | PSV Eindhoven             |
| 1989 | Bayern Monachium          |
| 1990 | Barcelona                 |
| 1991 | FC Porto                  |
| 1992 | São Paulo                 |
| 1993 | Barcelona                 |
| 1994 | Real Madryt               |
| 1995 | Deportivo La Coruña       |
| 1996 | Botafogo                  |
| 1997 | Deportivo La Coruña       |
| 1998 | Deportivo La Coruña       |
| 1999 | Celta Vigo                |
| 2000 | Deportivo La Coruña       |
| 2001 | Deportivo La Coruña       |
| 2002 | Deportivo La Coruña       |
| 2003 | Deportivo La Coruña       |
| 2004 | Deportivo La Coruña       |
| 2005 | Deportivo La Coruña       |
| 2006 | Deportivo La Coruña       |
| 2007 | Deportivo La Coruña       |
| 2008 | Deportivo La Coruña       |
| 2009 | Atlético Madryt           |
| 2010 | Newcastle United          |
| 2011 | Sevilla FC                |
| 2012 | Deportivo La Coruña       |
| 2013 | Real Madryt               |
| 2014 | Deportivo La Coruña       |
| 2015 | Deportivo La Coruña       |
| 2016 | Deportivo La Coruña       |
| 2017 | Deportivo La Coruña       |
| 2018 | Athletic Bilbao           |
| 2019 | Deportivo La Coruña       |
| 2020 | Deportivo La Coruña       |
| 2021 | Ponferradina              |
| 2022 | Deportivo La Coruña       |
| 2023 | Deportivo La Coruña       |

## Lista triumfatorów
| Zespół                   | Kraj       | Zwycięzcy | Rok |
| ------------------------ | ---------- | --------- | --- |
| Deportivo La Coruña      | Hiszpania  | 25        | 1955, 1962, 1964, 1969, 1995, 1997, 1998, 2000, 2001, 2002, 2003, 2004, 2005, 2006, 2007, 2008, 2012, 2014, 2015, 2016, 2017, 2019, 2020, 2022, 2023 |
| Real Madryt              | Hiszpania  | 9         | 1949, 1953, 1966, 1976, 1978, 1979, 1980, 1994, 2013                                                                                                 |
| Atlético Madryt          | Hiszpania  | 6         | 1956, 1965, 1973, 1985, 1986, 2009 |
| FC Barcelona             | Hiszpania  | 5         | 1948, 1951, 1972, 1990, 1993 |
| Sevilla FC               | Hiszpania  | 4         | 1946, 1954, 1960, 2011 |
| Athletic Bilbao          | Hiszpania  | 3         | 1947, 1983, 2018 |
| Peñarol                  | Urugwaj    | 2         | 1974, 1975 |
| Dynamo Kijów             | Ukraina    | 2         | 1981, 1982 |
| SS Lazio                 | Włochy     | 1         | 1950 |
| Valencia CF              | Hiszpania  | 1         | 1952 |
| CR Vasco da Gama         | Brazylia   | 1         | 1957 |
| Nacional                 | Urugwaj    | 1         | 1958 |
| Santos FC                | Brazylia   | 1         | 1959 |
| Sporting CP              | Portugalia | 1         | 1961 |
| AS Monaco                | Francja    | 1         | 1963 |
| Racing Club              | Hiszpania  | 1         | 1967 |
| Vitória Setúbal          | Portugalia | 1         | 1968 |
| Ferencváros              | Węgry      | 1         | 1970 |
| FK Crvena zvezda Belgrad | Jugosławia | 1         | 1971 |
| Fluminense FC            | Brazylia   | 1         | 1977 |
| AS Roma                  | Włochy     | 1         | 1984 |
| SL Benfica               | Portugalia | 1         | 1987 |
| PSV Eindhoven            | Holandia   | 1         | 1988 |
| Bayern Monachium         | Niemcy     | 1         | 1989 |
| FC Porto                 | Portugalia | 1         | 1991 |
| São Paulo FC             | Brazylia   | 1         | 1992 |
| Botafogo                 | Brazylia   | 1         | 1996 |
| Celta Vigo               | Hiszpania  | 1         | 1999 |
| Newcastle United         | Anglia     | 1         | 2010 |
| SD Ponferradina          | Hiszpania  | 1         | 2021 |

## Turniej kobiet
Od 2013 roku o zwycięstwo w Trofeo Teresa Herrera rywalizują również drużyny kobiece. W pierwszej edycji rywalizowały lokalne drużyny z Galicji, Victoria CF pokonała w finale 3:0 Orzán SD. W 2014 roku mecz został rozegrany po raz pierwszy na stadionie Riazor, a jego przeciwnikiem był zagraniczny Boavista FC. Zorganizowano turniej kwalifikacyjny dla kilku lokalnych drużyn, który wygrała obrończyni tytułu Victoria. Boavista grała w użyczonych im strojach Deportivo La Coruña, ponieważ ich własne zostały skradzione. Od 2016 roku gospodarzem turnieju jest kobieca sekcja Deportivo La Coruña.